# Plethodon montanus
Espèce
Statut de conservation UICN

 LC  : Préoccupation mineure
Plethodon montanus est une espèce d'urodèles de la famille des Plethodontidae.

## Répartition
Cette espèce est endémique d'Amérique du Nord. Elle se rencontre entre 1 036 et 1 420 m d'altitude dans les Blue Ridge Mountains en Caroline du Nord, au Tennessee et en Virginie.

## Publication originale
- Highton & Peabody, 2000 : Geographic protein variation and speciation in salamanders of the Plethodon jordani and Plethodon glutinosus complexes in the southern Appalachian Mountains with the description of four new species. The Biology of Plethodontid Salamanders. Kluwer Academic/Plenum Publishers, p. 31-93.